# Madrid Metro
Madrids Metro har 318 stationer fordelt på 13 linjer og med en sporlængde på i alt 322,3 km.2007 Metroen dækker såvel selve Madrid som en stor del af forstæderne. Den er suppleret af tre letbanelinjer (Metro Ligero). I 2004 havde metroen 618 mio rejsende.

## Linjer
|    | Endestationer                           | Åbningsår | Længde  | Tunnel- profil | Stationer | Perron- længde |
| -- | --------------------------------------- | --------- | ------- | -------------- | --------- | -------------- |
| 1  | Pinar de Chamartín ↔ Valdecarros        | 1919      | 23,9 km | lille          | 33        | 90 m           |
| 2  | La Elipa ↔ Cuatro Caminos               | 1924      | 9,5 km  | lille          | 16        | 60 m           |
| 3  | Villaverde Alto ↔ Moncloa               | 1936      | 15,1 km | lille          | 18        | 90 m           |
| 4  | Argüelles ↔ Pinar de Chamartín          | 1944      | 16,0 km | lille          | 23        | 60 m           |
| 5  | Alameda de Osuna ↔ Casa de Campo        | 1968      | 23,2 km | lille          | 32        | 90 m           |
| 6  | Circular (Ringbane)                     | 1979      | 23,5 km | stor           | 28        | 115 m          |
| 7  | Pitis ↔ Hospital del Henares            | 1974      | 18,8 km | stor           | 22        | 115 m          |
| 8  | Nuevos Ministerios ↔ Aeropuerto T4      | 1998      | 16,4 km | stor           | 8         | 115 m          |
| 9  | Paco de Lucía ↔ Arganda del Rey         | 1980      | 38,0 km | stor           | 26        | 115 m          |
| 10 | Hospital Infanta Sofía ↔ Puerta del Sur | 1961      | 24,0 km | stor           | 20        | 115 m          |
| 11 | Plaza Elíptica ↔ La Fortuna             | 1998      | 5,3 km  | stor           | 6         | 115 m          |
| 12 | MetroSur (Ringbane)                     | 2003      | 40,7 km | stor           | 28        | 115 m          |
| R  | Ópera ↔ Príncipe Pío                    | 1925      | 1,1 km  | lille          | 2         | 60 m           |